# Jesu, meine Freude (BWV 610)

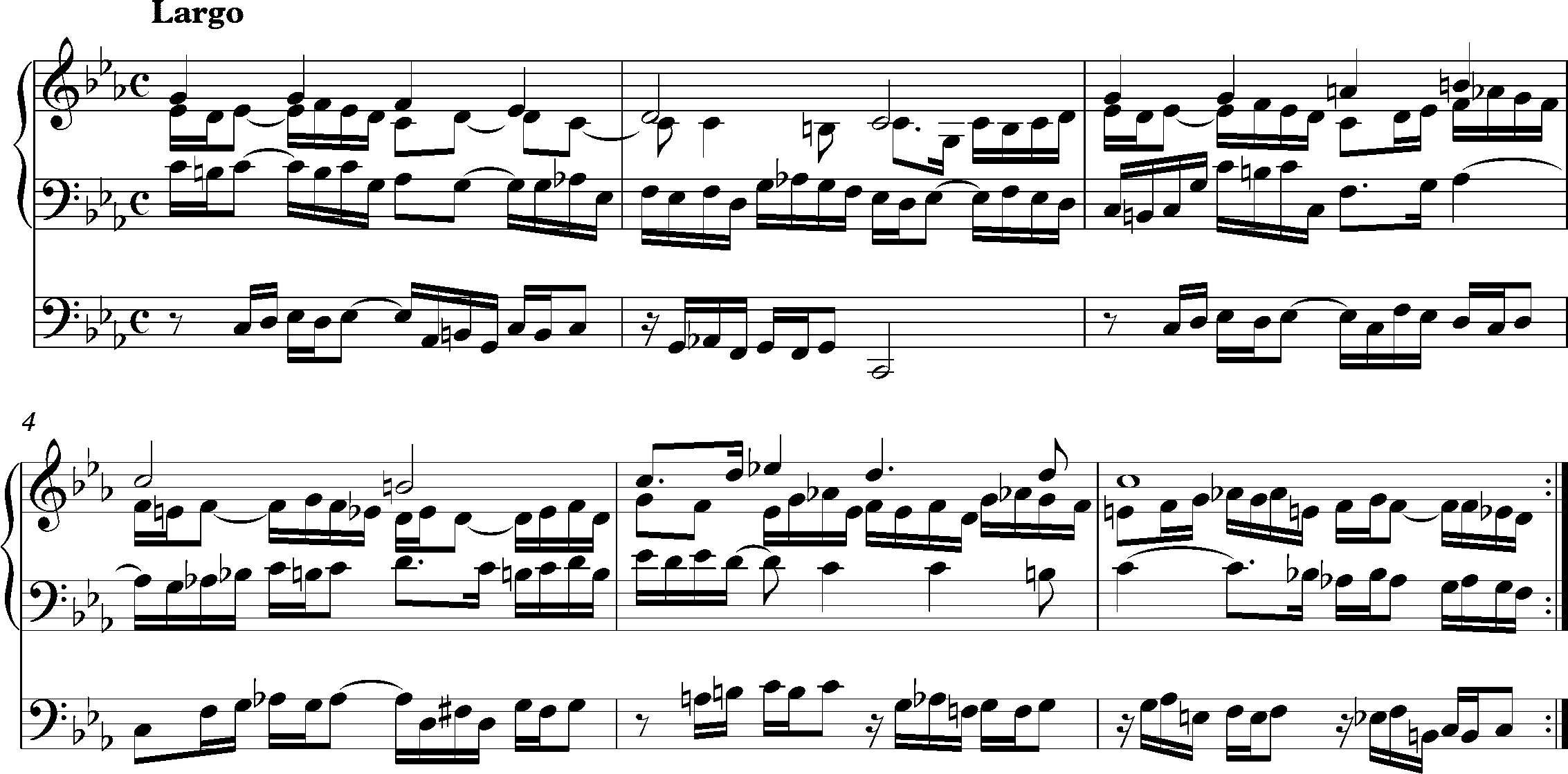
Partition

« Jesu, meine Freude », BWV 610 est un choral de Jean-Sébastien Bach en do mineur pour un clavier et pédalier, issu de l'Orgelbüchlein (« le petit livre d'orgue »). Le tempo est d'environ 72 à la croche. Contrairement à ce que le titre pourrait laisser supposer, le choral est assez torturé et rapide, les doubles croches se succédant dans les différentes voies sans interruption ou presque. Le choral se clôt toutefois par une tierce picarde.

## Discographie
- G.C. Baker, 45 chorals de l'Orglebüchlein - FY
- Michel Chapuis, 45 chorals de l'Orglebüchlein - Valois
- Gaston Litaize, 45 chorals de l'Orglebüchlein - Decca